# Nicoleta Grasu
Nicoleta Grasu (născută Grădinaru; n. 11 septembrie 1971, Secuieni, România) este o fostă aruncătoare de disc din România, vicecampioană mondială din 2001 și vicecampioană europeană din 2010.

## Biografie
S-a născut sub numele de Nicoleta Grădinaru, schimbându-și numele în Grasu după căsătoria cu actualul său antrenor Costel Grasu.
A participat la șase ediții consecutive ale Jocurilor Olimpice. Recordul personal al său este de 68,80 metri și datează din 1999 (Poiana Brașov).
Sportiva este multiplă campioană națională.
A fost  desemnată de trei ori cea mai bună atletă a României în anii 2006, 2007, 2009. Maestră a Sportului (1992), Maestră Emerită a Sportului. În 2000 a primit Medalia Națională Pentru Merit clasa a III-a, în 2004 Ordinul Meritul Sportiv clasa a III-a iar în 2009 a primit Ordinul Meritul Sportiv clasa a III-a cu o baretă.
În anul 2021 Nicoleta Grasu a devinit vicepreședinte al Federației Române de Atletism (FRA).

## Realizări
| An   | Competiție                              | Locație                   | Loc | Note  |
| ---- | --------------------------------------- | ------------------------- | --- | ----- |
| 1990 | Campionatul Mondial de Juniori (sub 20) | Plovdiv, Bulgaria         | 6   | 53,10 |
| 1992 | Jocurile Olimpice                       | Barcelona, Spania         | 13  | 60,62 |
| 1993 | Campionatele Mondiale                   | Stuttgart, Germania       | 7   | 62,10 |
| 1994 | Campionatele Europene                   | Helsinki, Finlanda        | 4   | 63,64 |
| 1995 | Campionatele Mondiale                   | Göteborg, Suedia          | 18  | 58,62 |
| 1996 | Jocurile Olimpice                       | Atlanta, Statele Unite    | 7   | 60,14 |
| 1997 | Campionatele Mondiale                   | Atena, Grecia             | 10  | 63,28 |
| 1997 | Universiada                             | Catania, Italia           | 3   | 60,08 |
| 1998 | Campionatele Europene                   | Budapesta, Ungaria        | 3   | 65,94 |
| 1999 | Universiada                             | Palma de Mallorca, Spania | 1   | 65.21 |
| 1999 | Campionatele Mondiale                   | Sevilla, Spania           | 3   | 65,35 |
| 2000 | Jocurile Olimpice                       | Sydney, Australia         | 19  | 58,87 |
| 2001 | Campionatele Mondiale                   | Edmonton, Canada          | 2   | 66,24 |
| 2004 | Jocurile Olimpice                       | Atena, Grecia             | 5   | 64,92 |
| 2005 | Campionate Mondiale                     | Helsinki, Finlanda        | 5   | 62,05 |
| 2006 | Campionate Europene                     | Göteborg, Suedia          | 3   | 63,58 |
| 2007 | Campionatele Mondiale                   | Osaka, Japonia            | 3   | 63,40 |
| 2008 | Jocurile Olimpice                       | Beijing, China            | 11  | 58,63 |
| 2009 | Campionate Mondiale                     | Berlin, Germania          | 3   | 65,20 |
| 2010 | Campionatele Europene                   | Barcelona, Spania         | 2   | 63,48 |
| 2011 | Campionate Mondiale                     | Daegu, Coreea de Sud      | 8   | 62,08 |
| 2012 | Jocurile Olimpice                       | Londra, Marea Britanie    | 13  | 61,86 |
| 2013 | Campionate Mondiale                     | Moscova, Rusia            | 22  | 56,31 |

## Recorduri personale
| Probă | Performanță | Dată          | Locație       |
| ----- | ----------- | ------------- | ------------- |
| Disc  | 68,80 m     | 7 august 1999 | Poiana Brașov |